# MI14
MI14 was de Britse militaire inlichtingendienst sectie 14 (British Military Intelligence Section 14).
Het betrof een afdeling van het Britse Directorate of Military Intelligence. Het was een inlichtingenbureau van het oorlogskabinet (War Office), gespecialiseerd in inlichtingen over Duitsland. Het maakte oorspronkelijk deel uit van MI3. In de Tweede Wereldoorlog werd de expertise van deze Duitse sectie echter zo belangrijk, dat het een volwaardige MI-dienst werd.
de Service is inmiddels opgeheven. De opdrachten worden tegenwoordig behandeld door MI6.